# جاي كوان
جاي كوان هو سياسي كندي، ولد في 31 يوليو 1946. انتخب عضو المجلس التنفيذي لمانيتوبا ‏.